# Prva Liga 2014
La Prva Liga 2014 è la 3ª edizione del campionato di football americano di secondo livello, organizzato dalla SAAF.

## Squadre partecipanti
| Club                  | Città             | Stadio | Sponsor ufficiale | Risultato nella stagione 2013 |
| --------------------- | ----------------- | ------ | ----------------- | ----------------------------- |
| Bor Golden Bears      | Bor               |        |                   |                               |
| Čačak Angel Warriors  | Čačak             |        |                   |                               |
| Grofovi Novi Kneževac | Novi Kneževac     |        |                   |                               |
| Kikinda Mammoths      | Kikinda           |        |                   |                               |
| Klek Knights          | Zrenjanin         |        |                   |                               |
| Kraljevo Royal Crowns | Kraljevo          |        |                   |                               |
| Obrenovac Hawks       | Obrenovac         |        |                   |                               |
| Požarevac Pastuvi     | Požarevac         |        |                   |                               |
| Sirmium Legionaries   | Sremska Mitrovica |        |                   |                               |
| Sombor Celtis         | Sombor            |        |                   |                               |
| Valjevo Werewolves    | Valjevo           |        |                   |                               |
| Vrbas Hunters         | Vrbas             |        |                   |                               |
| Vršac Lavovi          | Vršac             |        |                   |                               |
| Zemun Pirates         | Zemun             |        |                   |                               |

## Stagione regolare

### Calendario

#### 1ª giornata
| 30 marzo 2014 | Vrbas Hunters | 43 – 6 | Grofovi Novi Kneževac |  |

| 30 marzo 2014 | Klek Knights | 46 – 0 | Vršac Lavovi |  |

| 30 marzo 2014 | Zemun Pirates | 27 – 29 | Bor Golden Bears |  |

| 30 marzo 2014 | Čačak Angel Warriors | 118 – 0 | Valjevo Werewolves |  |

| 30 marzo 2014 | Požarevac Pastuvi | 52 – 0 | Obrenovac Hawks |  |

#### 2ª giornata
| 6 aprile 2014 | Kikinda Mammoths | 25 – 7 | Sombor Celtis |  |

#### 3ª giornata
| 13 aprile 2014 | Grofovi Novi Kneževac | 14 – 24 | Kikinda Mammoths |  |

| 13 aprile 2014 | Sirmium Legionaries | 26 – 7 | Vrbas Hunters |  |

| 13 aprile 2014 | Sombor Celtis | 35 – 0 (a tavolino) | Klek Knights |  |

| 13 aprile 2014 | Valjevo Werewolves | 0 – 55 | Požarevac Pastuvi |  |

| 13 aprile 2014 | Kraljevo Royal Crowns | 7 – 48 | Čačak Angel Warriors |  |

| 13 aprile 2014 | Obrenovac Hawks | 0 – 51 | Zemun Pirates |  |

#### 4ª giornata
| 27 aprile 2014 | Kikinda Mammoths | 0 – 35 (a tavolino) | Sirmium Legionaries |  |

| 27 aprile 2014 | Klek Knights | 14 – 26 | Grofovi Novi Kneževac |  |

| 27 aprile 2014 | Vršac Lavovi | 38 – 35 | Sombor Celtis |  |

| 27 aprile 2014 | Zemun Pirates | 38 – 0 | Valjevo Werewolves |  |

| 27 aprile 2014 | Požarevac Pastuvi | 12 – 29 | Kraljevo Royal Crowns |  |

| 27 aprile 2014 | Bor Golden Bears | 38 – 3 | Obrenovac Hawks |  |

#### 5ª giornata
| 3 maggio 2014 | Vrbas Hunters | 28 – 6 | Kikinda Mammoths |  |

| 3 maggio 2014 | Sirmium Legionaries | 42 – 0 | Klek Knights |  |

| 4 maggio 2014 | Grofovi Novi Kneževac | 14 – 28 | Vršac Lavovi |  |

| 4 maggio 2014 | Čačak Angel Warriors | 43 – 0 | Požarevac Pastuvi |  |

| 4 maggio 2014 | Valjevo Werewolves | 0 – 35 (a tavolino) | Bor Golden Bears |  |

| 4 maggio 2014 | Kraljevo Royal Crowns | 18 – 0 | Zemun Pirates |  |

#### 6ª giornata
| 18 maggio 2014 | Zemun Pirates | 8 – 75 | Čačak Angel Warriors |  |

| 18 maggio 2014 | Bor Golden Bears | 22 – 62 | Kraljevo Royal Crowns |  |

| 18 maggio 2014 | Obrenovac Hawks | - – - (annullata) | Valjevo Werewolves |  |

#### 7ª giornata
| 25 maggio 2014 | Sombor Celtis | 10 – 14 | Grofovi Novi Kneževac |  |

| 25 maggio 2014 | Vršac Lavovi | 12 – 48 | Sirmium Legionaries |  |

| 25 maggio 2014 | Klek Knights | 0 – 35 (a tavolino) | Vrbas Hunters |  |

#### 8ª giornata
| 31 maggio 2014 | Vrbas Hunters | 42 – 14 | Vršac Lavovi |  |

| 31 maggio 2014 | Kikinda Mammoths | 26 – 0 | Klek Knights |  |

| 1º giugno 2014 | Sirmium Legionaries | 48 – 0 | Sombor Celtis |  |

| 1º giugno 2014 | Kraljevo Royal Crowns | - – - (annullata) | Obrenovac Hawks |  |

| 1º giugno 2014 | Čačak Angel Warriors | 68 – 20 | Bor Golden Bears |  |

| 1º giugno 2014 | Požarevac Pastuvi | 14 – 13 | Zemun Pirates |  |

#### 9ª giornata
| 14 giugno 2014 | Grofovi Novi Kneževac | 6 – 56 | Sirmium Legionaries |  |

| 15 giugno 2014 | Vršac Lavovi | 24 – 20 | Kikinda Mammoths |  |

| 15 giugno 2014 | Sombor Celtis | 19 – 7 | Vrbas Hunters |  |

| 15 giugno 2014 | Bor Golden Bears | 6 – 12 | Požarevac Pastuvi |  |

| 15 giugno 2014 | Obrenovac Hawks | - – - (annullata) | Čačak Angel Warriors |  |

| 15 giugno 2014 | Valjevo Werewolves | 0 – 35 (a tavolino) | Kraljevo Royal Crowns |  |

### Classifiche
Le classifiche della regular season sono le seguenti:
- PCT = percentuale di vittorie, G = partite giocate, V = partite vinte,  P = partite perse, PF = punti fatti, PS = punti subiti

#### Gruppo Sever
| Pos. | Squadra               | PCT   | G | V | N | P | PF  | PS  |
| ---- | --------------------- | ----- | - | - | - | - | --- | --- |
| 1    | Sirmium Legionaries   | 1.000 | 6 | 6 | 0 | 0 | 220 | 25  |
| 2    | Vrbas Hunters         | .667  | 6 | 4 | 0 | 2 | 161 | 71  |
| 3    | Vršac Lavovi          | .500  | 6 | 3 | 0 | 3 | 116 | 204 |
| 4    | Kikinda Mammoths      | .500  | 6 | 3 | 0 | 3 | 81  | 108 |
| 5    | Grofovi Novi Kneževac | .333  | 6 | 2 | 0 | 4 | 80  | 175 |
| 6    | Sombor Celtis         | .333  | 6 | 2 | 0 | 4 | 52  | 122 |
| 7    | Klek Knights          | .167  | 6 | 1 | 0 | 5 | 60  | 164 |

#### Gruppo Jug
| Pos. | Squadra               | PCT   | G | V | N | P | PF  | PS  |
| ---- | --------------------- | ----- | - | - | - | - | --- | --- |
| 1    | Čačak Angel Warriors  | 1.000 | 5 | 5 | 0 | 0 | 352 | 35  |
| 2    | Kraljevo Royal Crowns | .800  | 5 | 4 | 0 | 1 | 151 | 82  |
| 3    | Požarevac Pastuvi     | .600  | 5 | 3 | 0 | 2 | 93  | 91  |
| 4    | Bor Golden Bears      | .400  | 5 | 2 | 0 | 3 | 77  | 169 |
| 5    | Zemun Pirates         | .200  | 5 | 1 | 0 | 4 | 76  | 136 |
| 6    | Valjevo Werewolves    | .600  | 5 | 0 | 0 | 5 | 0   | 281 |
| -    | Obrenovac Hawks       | .000  | 3 | 0 | 0 | 3 | 3   | 141 |

## Playoff
| Sremska Mitrovica 22 giugno 2014 | Sirmium Legionaries | 41 – 8 (7-0 12-0 22-0 0-8) referto | Kraljevo Royal Crowns | Stadion 25. maj (400 spett.) |

| Čačak 22 giugno 2014 | Čačak Angel Warriors | 44 – 6 (7-0 22-6 0-0 15-0) referto | Vrbas Hunters | Stadion Bip (200 spett.) |

## Verdetti
- Čačak Angel Warriors e  Sirmium Legionaries promossi in Prva Liga 2015
- Grofovi Novi Kneževac,  Klek Knights,  Obrenovac Hawks,  Sombor Celtis,  Valjevo Werewolves e  Zemun Pirates retrocessi nella nuova Treća Liga 2015